# 黑金町 (屏東市)

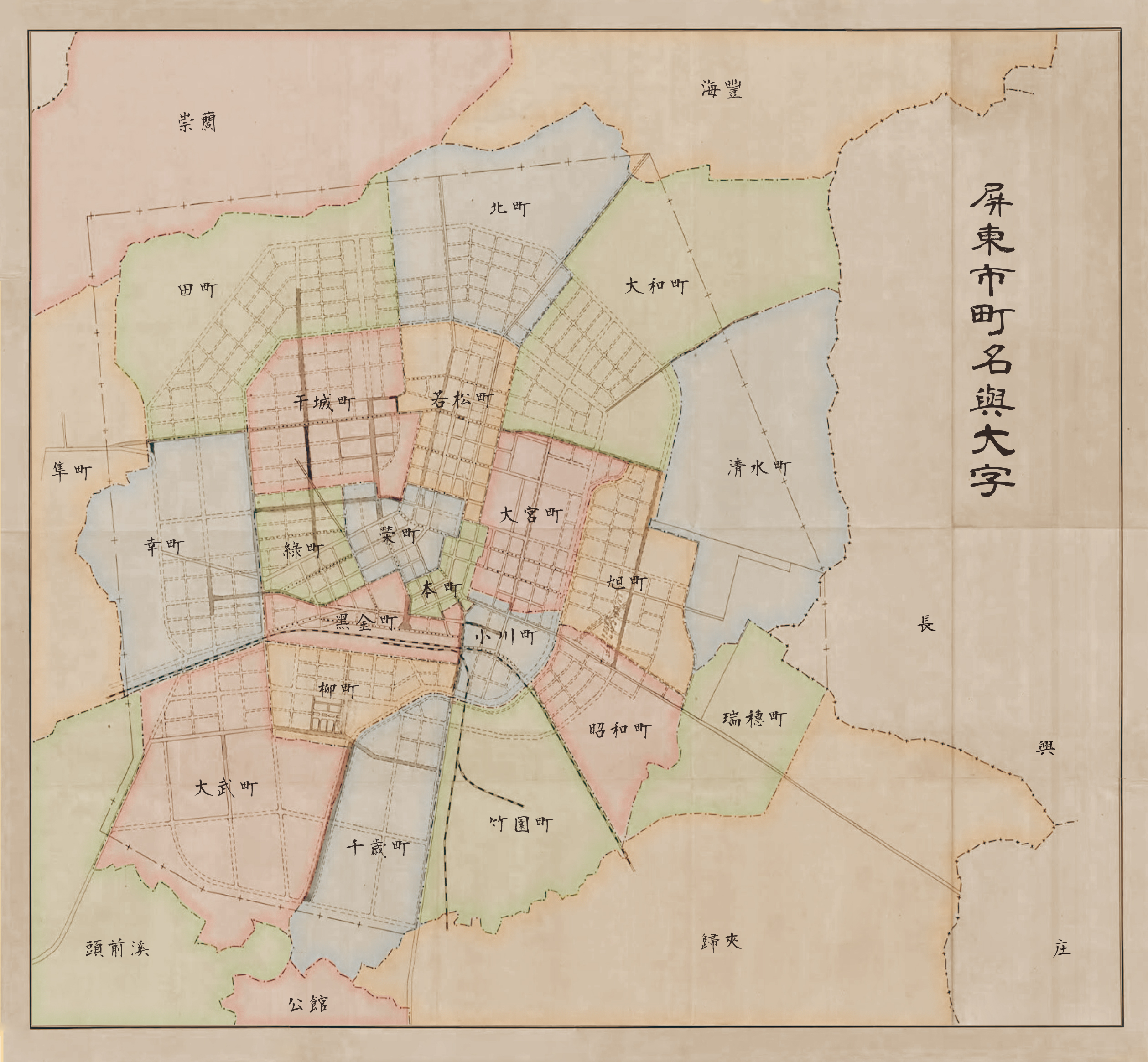
屏東市町名與大字

黑金町為屏東市在台灣日治時期的一個行政區，分為三丁目，於1939年4月1日設立，為屏東市的21個町之一，位於屏東車站一帶。其於阿緱街在1918年提出的町名改正構想中已出現，町名來自町內的鐵道設施。黑金町的範圍為現今地籍的新街段一至三小段，大約為必信里、崇智里、崇禮里、大同里、厚生里北側、建國里北側和擇仁里北側。

## 町內設施

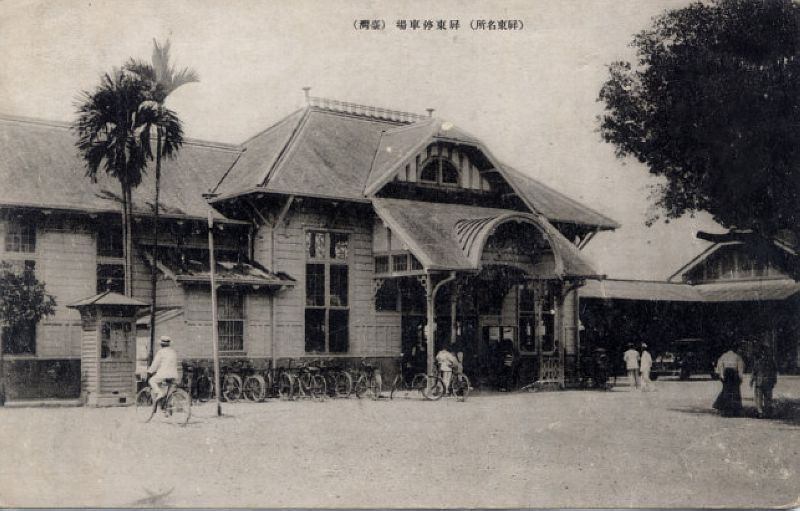
屏東車站
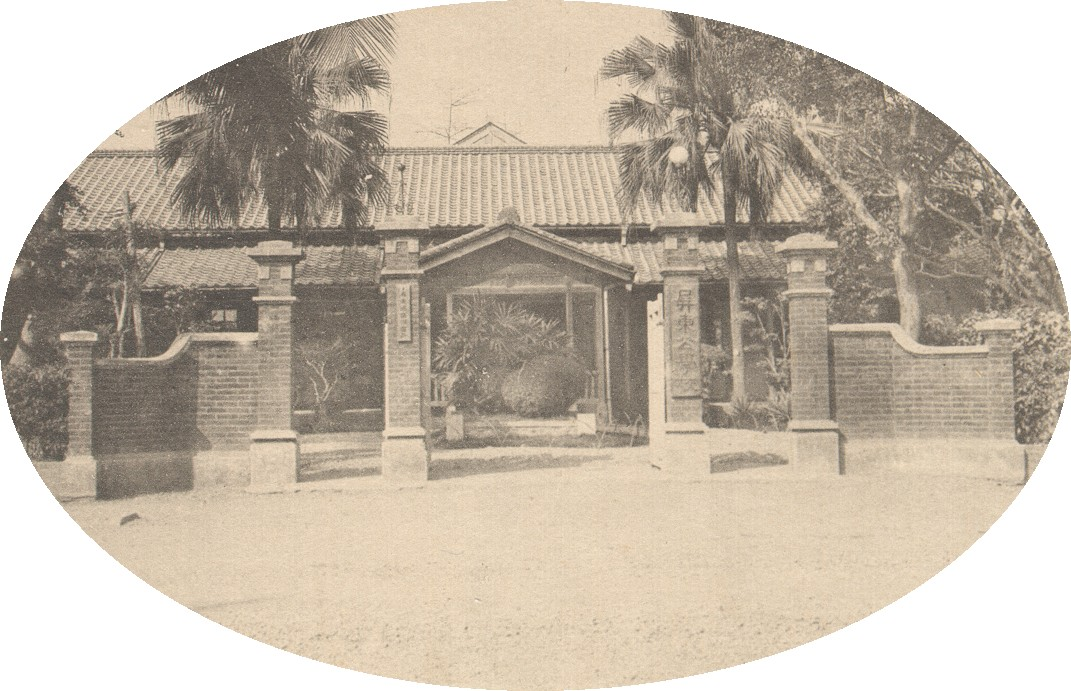
屏東公學校→黑金國民學校（今唐榮國小）
- 屏東農業倉庫
- 台灣日報社屏東支局
- 高雄新報社屏東支局
- 日本通運屏東支店
- 日東商船組
- 臺灣運輸株式會社屏東出張所
- 丸一組屏東出張所
- 台灣運輸業組合屏東作業所
- 慈鳳宮
- 大和旅社
- 淨土真宗本願寺派靈武山大照寺

- 屏東車站舊照
- 屏東公學校舊照